# Rauschendorf (Königswinter)

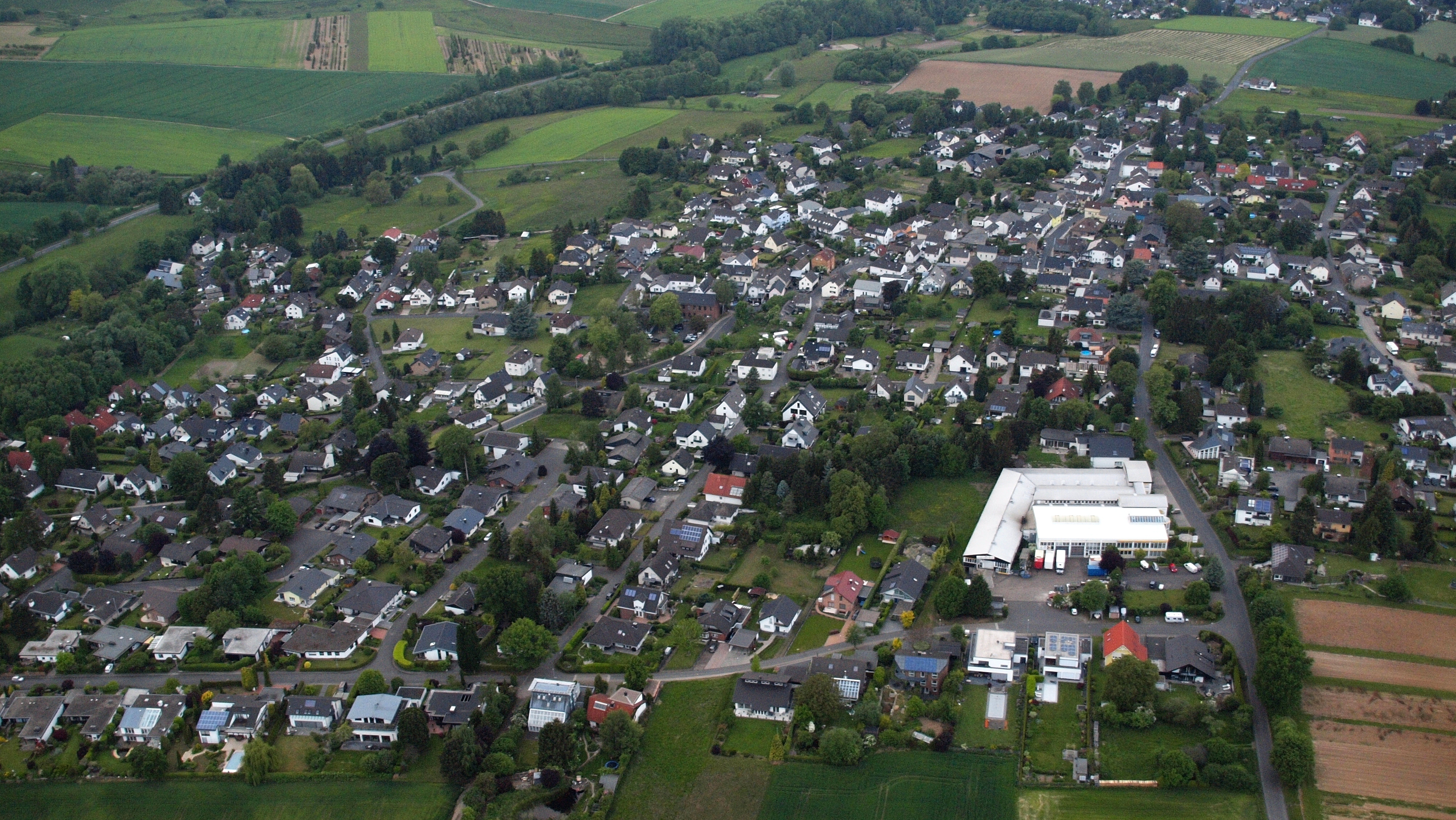
Rauschendorf, Luftaufnahme (2015)

Rauschendorf ist ein Ortsteil der Stadt Königswinter im nordrhein-westfälischen Rhein-Sieg-Kreis. Er gehört zum Stadtteil Stieldorf, am 30. September 2022 zählte er 1.336 Einwohner.

## Geographie
Rauschendorf schließt sich nordöstlich an Stieldorf an und liegt westlich der Bundesautobahn 3 im Pleiser Hügelland. Die Ortschaft erstreckt sich auf einer Anhöhe östlich des Lauterbachs, eines linken Zuflusses des Pleisbachs, und umfasst Höhenlagen zwischen 95 und 145 m ü. NHN. Zu den nächstgelegenen Ortschaften gehören Birlinghoven (Stadt Sankt Augustin) im Norden, Dambroich (Stadt Hennef (Sieg)) im Nordosten, Oberscheuren im Osten, Düferoth und Bockeroth im Südosten, Stieldorf im Süden und Hoholz (Stadt Bonn) im Westen. Unmittelbar westlich von Rauschendorf verläuft die Landesstraße 490 (Stieldorf–Birlinghoven).
Die Gemarkung Rauschendorf umfasst die Ortschaften Niederscheuren, Oberscheuren und Rauschendorf sowie die Stieldorfer Mühle. Sie grenzt (im Uhrzeigersinn) an die Gemarkungen Birlinghoven (Stadt Sankt Augustin), Söven (Stadt Hennef (Sieg)), Oelinghoven, Vinxel und Holzlar (Stadt Bonn).

## Wappen
Blasonierung:

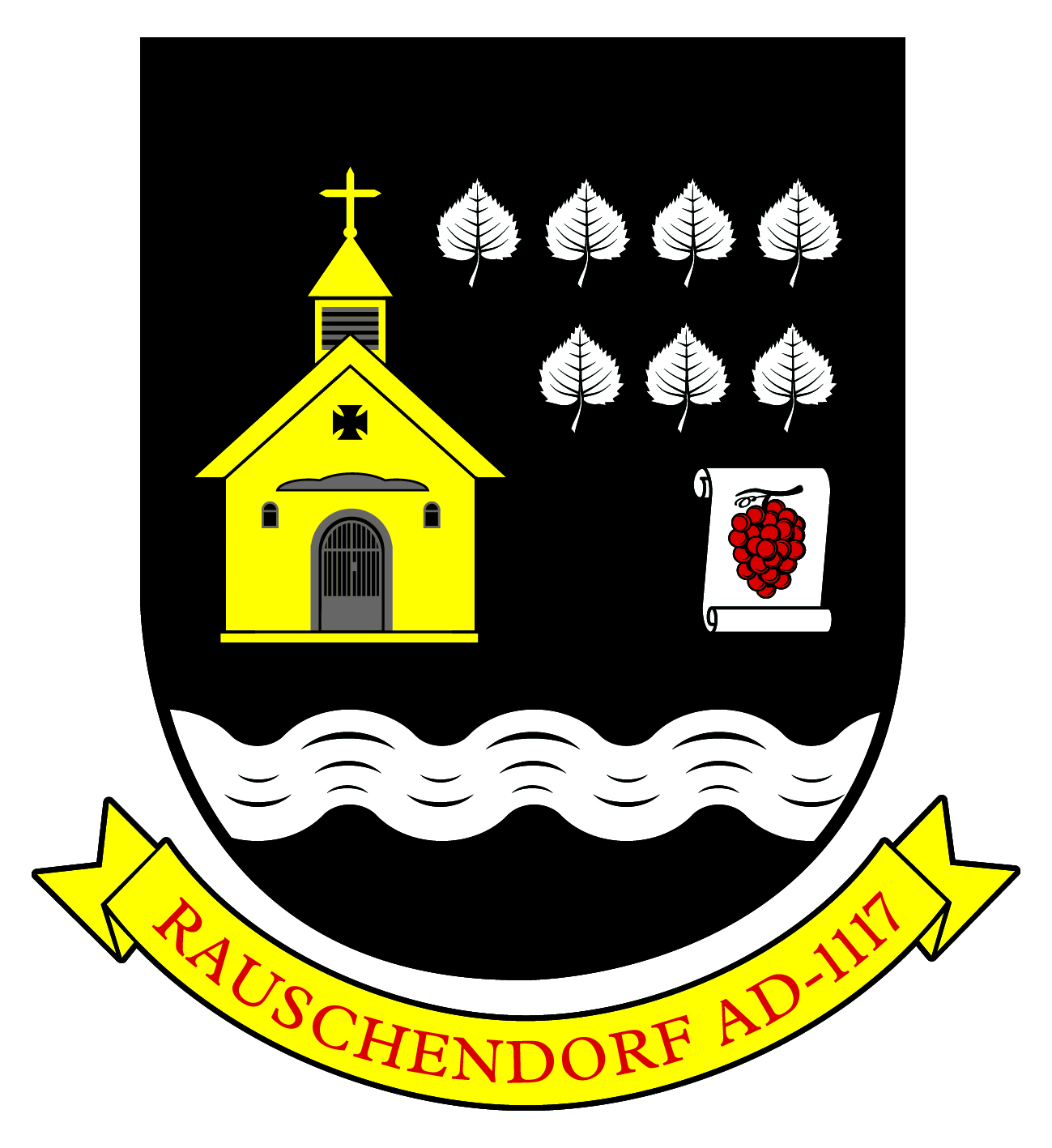

In schwarz über einem gesenkten silbernen Wellenbalken, rechts eine goldene Kapelle in Giebelansicht mit schwarzem Tatzenkreuz im Giebel, links beseitet von sieben Laubblättern 4:3. Darunter linksbündig ein mit einer roten Weintraube belegtes silbernes Pergamentblatt. Unter dem Wappen ein goldenes Band, darauf in roter Schrift „Rauschendorf AD-1117“.
Bedeutung:
Das Wappen zeigt die Rauschendorfer Donatuskapelle. Die Laubblätter versinnbildlichen den markanten, teilweise historischen Baumbestand in Rauschendorf. Deren Anzahl „sieben“ nimmt Bezug auf das Siebengebirge, die ehemals sieben Pappeln am Kernenbach und den siebenminütigen Durchlauf des Lauterbachs durch die Ortsgemarkung. Das Pergamentblatt mit der Weintraube symbolisiert die erste nicht-urkundliche Erwähnung, der Schenkung eines Weingartens in „Ruzindorp“ durch „Lutfrid“ an das Bonner Cassiusstift im Jahre 911 auf einer Inventarliste des Cassiusstiftes.
Der silberne Wellenbalken versinnbildlicht die Gewässer in Rauschendorf, insbesondere den Lauterbach aber auch das Rheinland und das Pleiser Ländchen.
Die Zahl AD-1117 im Schriftband verweist auf die erste urkundliche Erwähnung Rauschendorfs am 29. März 1117, in der Erzbischof Friedrich von Köln der Abtei Siegburg bestätigt, dass Burggraf Franco zu Gunsten der Abtei auf Güter u. a. in „Ruzenthorp“ verzichtet.
Die Haupttingierung Schwarz und Silber sind den Farben des Kölner Erzbistums entlehnt, dem Rauschendorf in klerikaler Hinsicht seit dem frühen Hochmittelalter angehört.   

## Geschichte
Eine frühe urkundliche Erwähnung des Ortes als Ruzenthorp stammt aus dem Jahre 1131, als das Bonner Cassius-Stift hier über einen Hof verfügte. Ab 1317 besaß das Kloster Merten den Weylerhof zu Rauschendorf, seit der zweiten Hälfte des 15. Jahrhunderts war hier auch das Kloster Bödingen begütert. 1795 wurde in Rauschendorf erstmals eine Elementarschule eingerichtet.
Rauschendorf gehörte bis 1806 als Honschaft zum Kirchspiel Stieldorf im bergischen Amt Blankenberg. Nach Auflösung des Herzogtums Berg wurde die vormalige Honschaft Ende des Jahres 1808 in eine nicht eigenständige Gemeinde bzw. einen Ortsbezirk der Mairie Oberpleis (ab 1813 „Bürgermeisterei Oberpleis“) überführt, die verwaltungsmäßig zum Kanton Hennef im Großherzogtum Berg gehörte. In preußischer Zeit (ab 1815) blieb Rauschendorf als Kataster- bzw. Steuergemeinde Teil der Bürgermeisterei Oberpleis und wurde dem Kreis Siegburg (ab 1825 „Siegkreis“) zugeordnet. Die Gemeinde wurde 1845/46 in die neugebildete und politisch eigenständige Gemeinde Stieldorf eingegliedert. Bis 1969 blieb Rauschendorf Ortsteil der Gemeinde Stieldorf und war über längere Zeit die größte Ortschaft der Gemeinde. Die Gemarkung Rauschendorf in den Grenzen der Mitte des 19. Jahrhunderts aufgelösten Gemeinde besteht bis heute.

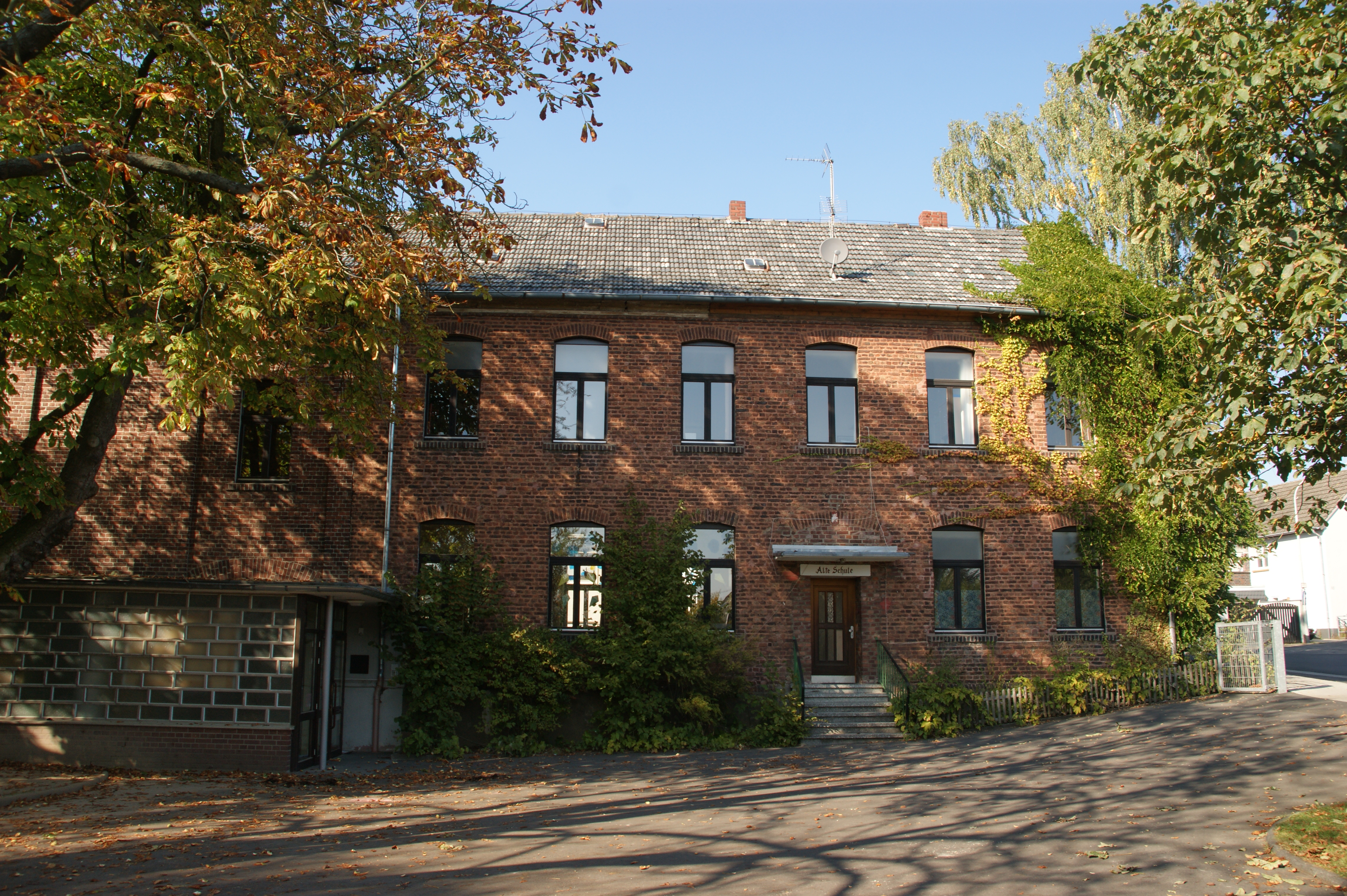
Alte Schule Rauschendorf

1905 erhielt Rauschendorf einen Schulneubau mit zwei Klassenräumen und einer Lehrerwohnung. 1911 war das Dorf an die Elektrizitätsversorgung angeschlossen worden, im darauffolgenden Jahr an das Telefonnetz. 1969 wurde die katholische Volksschule Rauschendorf, Nachfolger der ursprünglichen Elementarschule, aufgelöst. Im vormaligen Schulgebäude wird seit 1972 ein katholischer Kindergarten betrieben. 1989 wurde der Platz vor der Kapelle neugestaltet und später nach einem langjährigen Vorsitzenden des örtlichen Bürgervereins in „Heinrich-Kurscheid-Platz“ benannt.
Einwohnerentwicklung
| Jahr | Einwohner |
| ---- | --------- |
| 1816 | 410       |
| 1828 | 478       |
| 1843 | 514       |
| 1885 | 479       |
| 1905 | 462       |
| 2004 | 1.391     |
| 2011 | 1.350     |
| 2015 | 1.322     |
| 2021 | 1.344     |

## Sehenswürdigkeiten

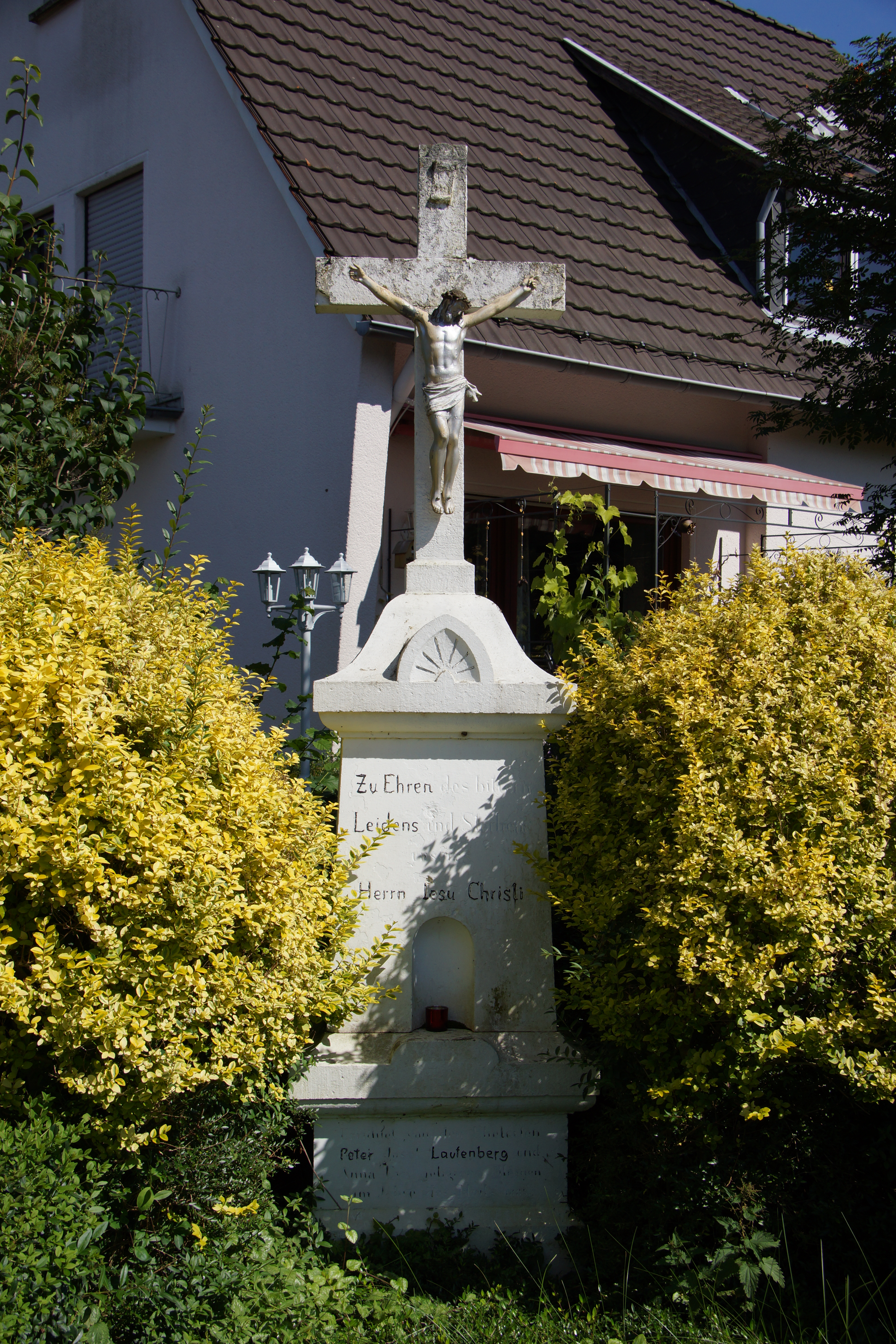
Weißes Kreuz

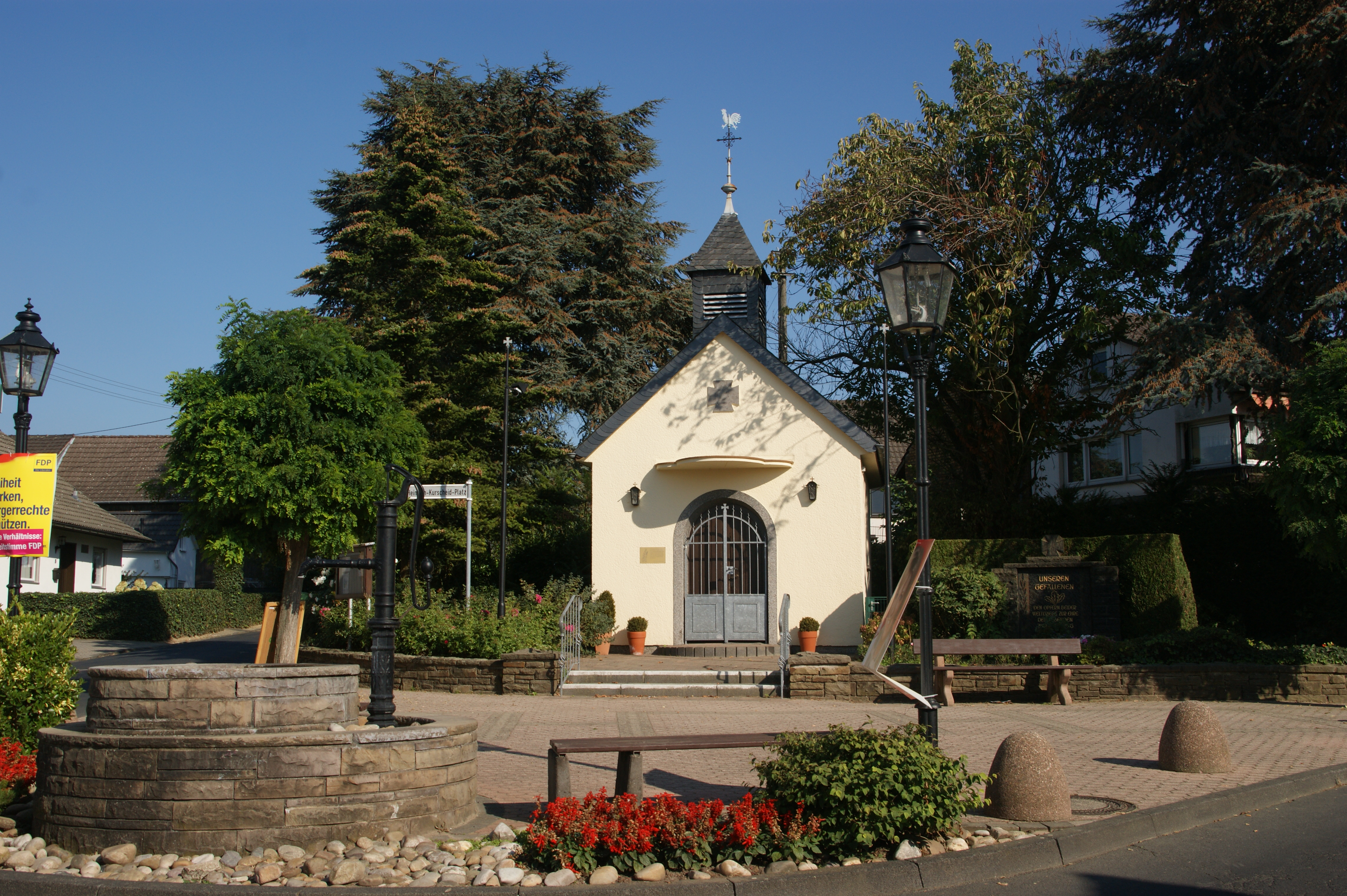
Heinrich-Kurscheid-Platz und Donatuskapelle

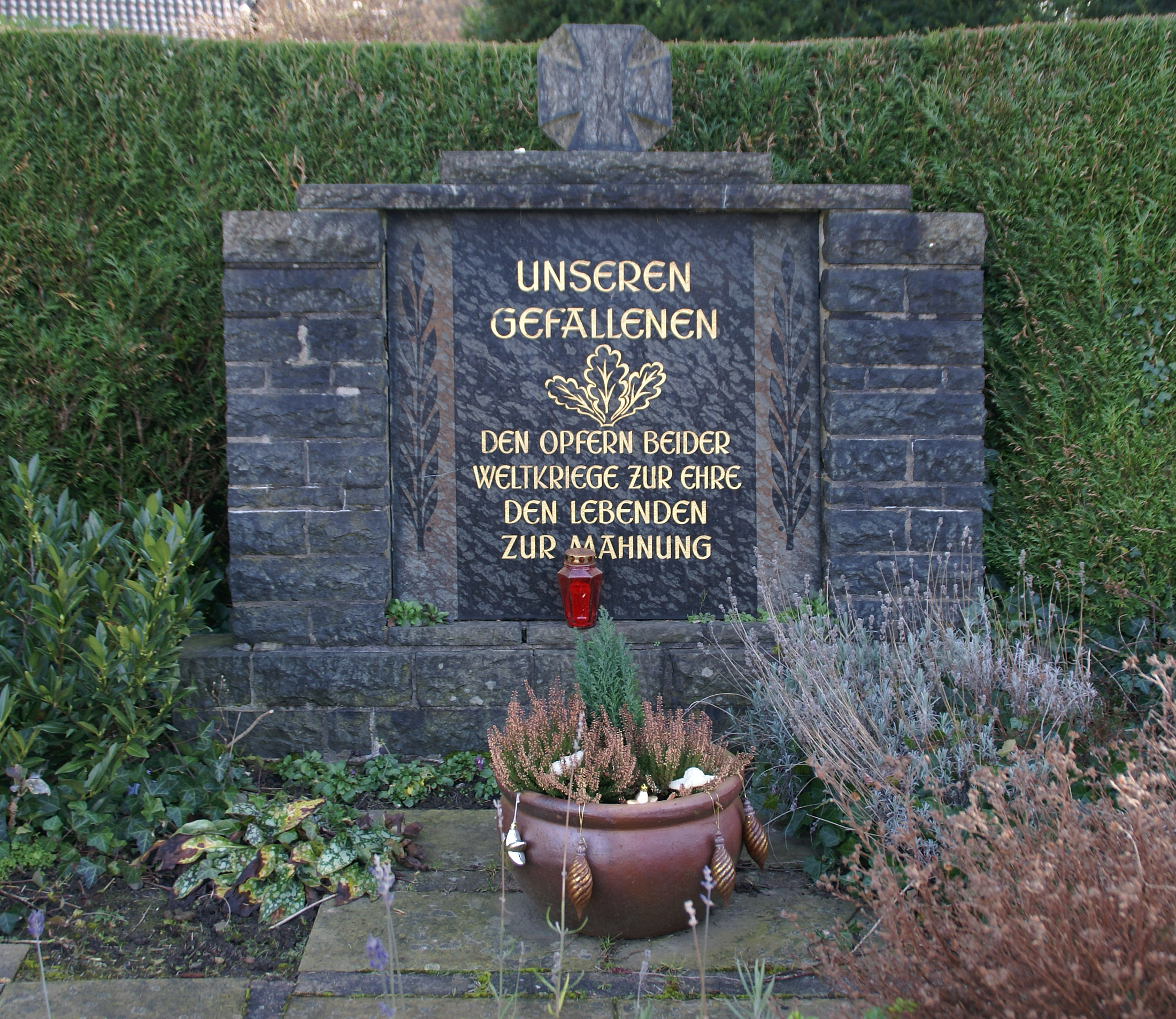
Denkmal für die Opfer beider Weltkriege am Heinrich-Kurscheid-Platz

- Als Baudenkmal unter Denkmalschutz stehen in Rauschendorf vier Wegekreuze, das älteste ist ein ursprüngliches Grabkreuz aus Sandstein aus dem Jahre 1730. Als denkmalwert gilt außerdem ein bis auf das 18. Jahrhundert zurückgehendes zweigeschossiges Fachwerkhaus (Am Tor 8).

- Die Rauschendorfer Kapelle St. Donatus wurde 1961 geweiht und ersetzte ein vormaliges Heiligenhäuschen, dessen Grundmauern in den Neubau einflossen. Das Kircheninnere nimmt eine Statue des Kirchenpatrons, des heiligen Donatus auf, dessen Reliquien auch in einem Altarstein vertreten sind. Seit 1986 ist die Kapelle im Besitz des örtlichen Bürgervereins.[8]
- Der Heinrich-Kurscheid-Platz an der Kapelle gilt als ein Mittelpunkt des Dorfes und umfasst eine Wasserpumpe, die als Erinnerung an eine frühere Dorfpumpe aufgestellt wurde, ein Denkmal für die Opfer beider Weltkriege aus Rauschendorf sowie zwei Robinien.[8]

## Persönlichkeiten
- Raymund Kottje (1926–2013), deutscher Kirchenhistoriker, lebte in Rauschendorf
- Johannes Brosseder (1937–2014), römisch-katholischer Theologe, lebte in Rauschendorf
- Friedhelm Lenz (* 1945), Politiker, Mitglied des Landtags von Nordrhein-Westfalen, in Rauschendorf geboren
- Lutz Wagner (* 1964), Bürgermeister von Königswinter, in Rauschendorf aufgewachsen
- Heinz Walter Florin (* 1965), Komponist, Dirigent und Pianist, lebt in Rauschendorf

## Vereine
- Turnverein „Gut Heil“ Rauschendorf 1913 e. V.
- Männergesangverein Gemütlichkeit Rauschendorf wurde 1882 gegründet.
- Bürgerverein Rauschendorf-Scheuren e. V. wurde am 22. April 1970 gegründet.
- Brauchtumsverein Rauschendorf e. V. ist der örtliche Verein zur Erhaltung des Brauchtums im Dorf.
- Karnevalsgemeinschaft Neues Rauschendorf e. V.
- Pro Klassik e. V. Rauschendorf Kachelsteiner Kulturtage
- Die kleinen Strolche e. V. Elterninitiative, Kindergarten seit 1996